# Puligny-Montrachet
Puligny-Montrachet är en kommun och ett vindistrikt i departementet Côte-d'Or i regionen Bourgogne-Franche-Comté i östra Frankrike. Kommunen ligger i kantonen Nolay som tillhör arrondissementet Beaune. År 2022 hade Puligny-Montrachet 353 invånare.
Puligny-Montrachet och Chassagne-Montrachet ingår i området Côte de Beaune, som är en del av Côte-d'Or. I detta område (Puligny-Montrachet) är den kända Grand Cru-vingården Montrachet belägen. Passerar man från Puligny-Montrachet över dalen söderut kommer man till Chassagne-Montrachet.

## Befolkningsutveckling
Antalet invånare i kommunen Puligny-Montrachet
Referens:INSEE